# ヒゲクジラ類
ヒゲクジラ類（髭鯨類、Mysticeti）は、鯨偶蹄目に属する分類群で、現生の鯨類を2分する大グループの一つ。リンネ式の分類ではヒゲクジラ亜目またはヒゲクジラ小目の階級が与えられているが、20世紀末にクジラ類が偶蹄目から分岐した系統であることが明らかになったため、ヒゲクジラ類・ハクジラ類の位置づけは今後変更される可能性が高い。

## 形態
現生のクジラ類は、ヒゲクジラ類とハクジラ類に大きく分かれる。ヒゲクジラ類は歯をもたないが、上顎から生えた「ひげ板」または「鯨鬚」（くじらひげ）と呼ばれる器官を使ってオキアミやコペポーダ等のプランクトンや小魚等の小さなエサを大量に濾しとり、食料とする。主にプランクトンなど浮遊性の生物を捕食するが、イワシ等の小魚（基本的にその海域に多い群集性魚類）の他にイカなども捕獲された個体の胃から確認されている。これらの魚などはほとんど無傷であり、髭板はあくまで濾過するための器官であることは明らかである。ヒゲクジラの食性は種や生息域によっても異なり、髭板の形状もまた食性によってそれぞれ異なる。コククジラのみ、底生生物を捕食することで知られる（濾過摂食を参照）。
鯨髭以外のハクジラ類との差異としては、外観上ではハクジラ以上に頭部が大型化し首が短縮している。噴気孔は二つ。喉に多数の襞を持つ。現生種では最大の動物であるシロナガスクジラが含まれる様に、ヒゲクジラは全体的に大型化する傾向がある、などである。また皮下の形態では、メロンを持たず、また音を発するための器官である発声唇を持たないため、高周波エコロケーション能力を欠く。ただし低周波音を発し、そのエコーを聴いて遠方の地形を探っているとされる。
上顎骨は鼻孔が頭頂部への移動にともなうテレスコーピングと呼ばれる形態を示すが、伸長した上顎骨は眼窩の下を通り（ハクジラ類は上）、鯨髭に広い付着部位を与えている。また、頭骨の形態は左右対称となっている（ハクジラは左右非対称）が、これは高周波エコロケーションに特化した機能を持たないためと考えられる。現生のクジラ類では耳骨が頭骨から遊離しているが、ヒゲクジラはハクジラに比べて遊離の度合いが低く、骨の壁に囲まれている。また、ハクジラでは分離している耳骨の構成要素、耳周骨（蝸牛などを収めた骨）と鼓室胞（耳小骨を収めた骨）が癒合している。これと関連して、ハクジラは下顎に脂肪組織を持つがヒゲクジラは同様の組織を持たない。これはハクジラが下顎をエコーを聴くためのピックアップとして用いるための適応とされるが、脂肪組織を持たないヒゲクジラは下顎を介して音を聴いていないと推測される。
嗅覚に関しては、退化は著しいながらも脳に嗅球を持ち、また嗅上皮には嗅細胞が存在している。これらが機能しているかは定かでないが、餌探しにエコロケーションを使わない彼らが、嗅覚によって餌を探知している可能性が指摘されている。対してハクジラでは、一部の種の発生段階を除いて嗅球や嗅神経が消失し、嗅覚は失われている。

## 生態
ヒゲクジラ亜目の鯨はニタリクジラとコセミクジラを除いて、高緯度海域の摂食域と低緯度海域の繁殖域の間を大回遊を行う。冷水域である高緯度海域で動物性プランクトンや底凄生物を捕食し、脂皮にして栄養を蓄えて、温暖な低緯度海域で繁殖を行う。これは、仔鯨の脂皮は薄く、冷水域では耐えられないという理由にもよる。シロナガスクジラは蓄えた体脂肪のみで、繁殖域ではほとんど摂食はおこなわれないとされ、基本的に他のヒゲクジラ亜目の鯨もほとんど摂食しないとされる。また、この回遊で赤道を越えることはほとんどない。なお、ホッキョククジラの回遊は小規模で、北極圏から出ることはないと考えられている。

## 進化
ヒゲクジラ類はハクジラ類とともに正鯨類を構成するが、その起源は、約3,390万年前、漸新世前期に求められる。その祖先は所謂「ムカシクジラ類」のドルドンなどに近縁なグループであった。現生群こそ「ヒゲ」クジラと呼ばれているが、ハクジラ類と分岐した直後の彼らは当然ヒゲを持たず、多数の歯が吻にあった。最古のヒゲクジラであるエティオケタスは、真獣類の基本形である44本の歯を持ち、また臼歯には副咬頭があるなどの異歯性を示していた。この属は、かつては歯を持つという形態から、ムカシクジラ類に分類されていたが、北海道足寄町などから得られた良好な標本の研究により、ヒゲクジラ亜目として分類された。彼らの摂食形態としては、現生のカニクイアザラシの様に歯をトラップとした濾過摂食を行っていたとする説もあるが、トラップとしては機能し得ない形態の歯を持つ種もあり、結論は出ていない。また、歯とともに鯨髭の原型ともいえるものを持っていたのではないかとする研究者もいる。こうした歯を持つヒゲクジラのグループは、エティオケタス上科としてまとめられている。
次いで現れたのが、現生に近い、歯を失い鯨髭を持つグループである。漸新世後期には出現していたことが化石記録から確認されている。この時点では、歯を持つヒゲクジラの系統も生存していた。かつてはケトテリウム科一科のみであったが、これは現生の4科以外の化石クジラ類が全てこの科に分類されていたからである。しかし研究が進み、最初期のグループはエオミスティケタス上科として分割され、ケトテリウム科自体は単系統群として再構成されつつある。
狭義のケトテリウム科自体はナガスクジラ科に近縁であるとしてナガスクジラ上科に含められたが、現生の系統で最初に分岐したのはセミクジラ科である。確実な記録では中新世前期であるが、漸新世後期の地層からこの科である可能性のある化石が発見されている。次いで現れたのがコセミクジラ科であるが、この系統はかつてセミクジラ科と近縁であるとされていたが、形態に差異が大きすぎ、また分子研究の成果からも別系統であると結論付けられた。
現生のヒゲクジラで最大のグループが、ナガスクジラ科、コククジラ科を含むナガスクジラ上科である。これ以外にも絶滅群としてケトテリウム科を含んでいる。このうちコククジラ科はナガスクジラ科に近縁とされる事が多いが、セミクジラ科やケトテリウム科に近縁であるという意見も出されるなど、やや分類には揺らぎがある。ナガスクジラ科には現生ではナガスクジラ属及びザトウクジラ属の二つが属するが、絶滅群として5 - 6程度の属が存在するとされる。-

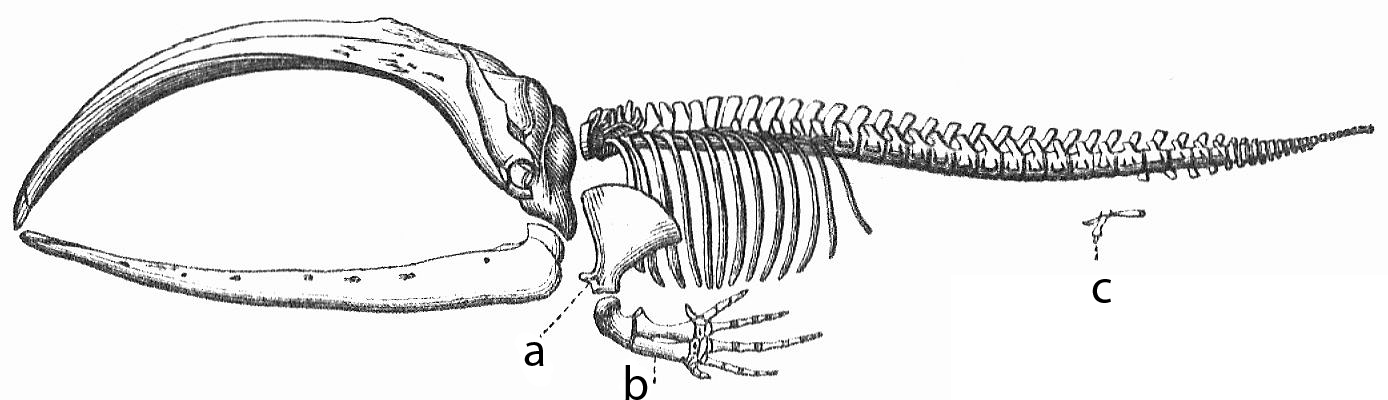
ヒゲクジラの骨格
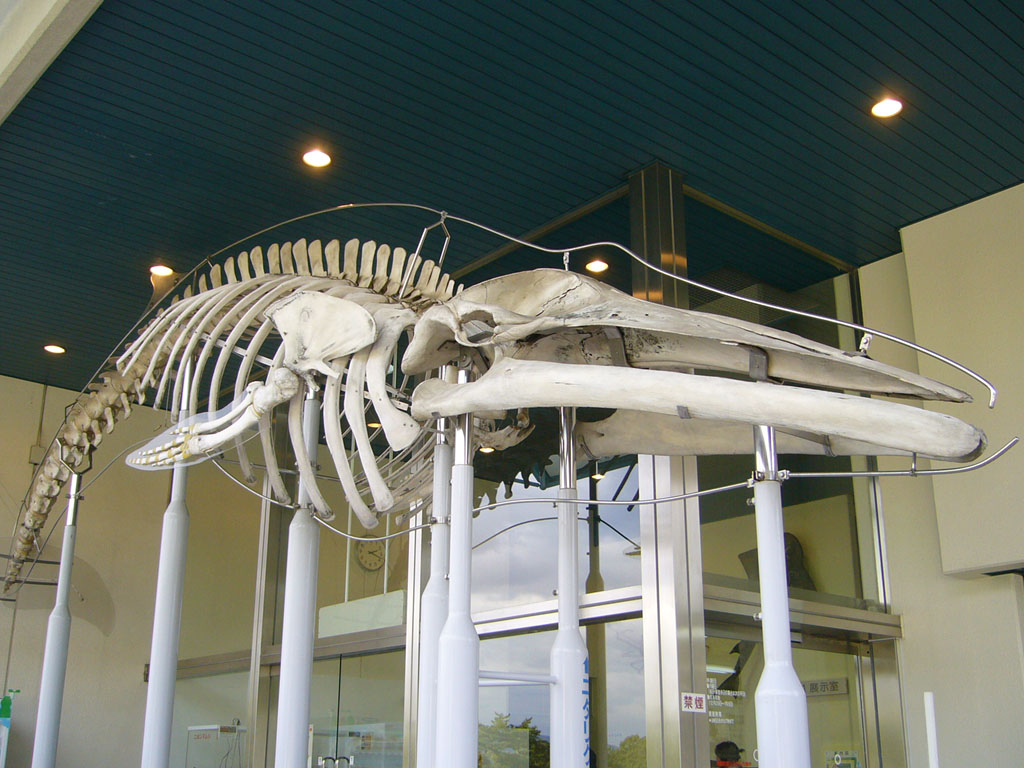
ニタリクジラ標本（和歌山県立自然博物館）

## 分類
現生種は60種以上のハクジラ類に対して、ヒゲクジラ類は14種（亜種を除く）と、かなり少ない。日本周辺では、そのうちの10種が記録されている。2003年11月には、和田志郎らによって新種ツノシマクジラ (Balaenoptera omurai) が発見されている。また、ニタリクジラには複数の種が含まれているとされ、Balaenoptera edeni （カツオクジラ）として分離された。
†は絶滅。絶滅群は主要なもののみ掲載。
- †エティオケタス上科
- †エオミスティケタス上科
- セミクジラ上科
  - セミクジラ科 Balaenidae
    - †バラエヌラ属 Balaenula
    - ホッキョククジラ属 Balaena
      - ホッキョククジラ B. mysticetus (Bowhead Whale)

    - セミクジラ属 Eubalaena
      - ミナミセミクジラ E. australia (Southern Right Whale)
      - タイセイヨウセミクジラ E. glacialis (Atlantic Northern Right Whale)
      - セミクジラ E. japonica (Pacific Northern Right Whale)

  - コセミクジラ科 Neobalaenidae
    - コセミクジラ属 Caperea
      - コセミクジラ C. marginata (Pygmy Right Whale)
- ナガスクジラ上科 Balaenopteroidea
  - †ケトテリウム科 Cetotheriidae
    - ケトテリウム属 Cetorherium
      - C. ambiguum
      - C. capellinii
      - C. crassangulum
      - C. furlongi
      - C. incertum
      - C. klinderi
      - C. maicopicum
      - C. mayeri
      - C. parvum
      - C. priscum
      - C. pusillum
      - C. rathkii

    - アンフィケトゥス属 Amphicetus
    - アトランティケトゥス属 Atlanticetus
    - ケファロトロピス属 Cephalotropis
    - ケトテリオモルフス属 Cetotheriomorphus
    - エウケトテリウム属 Eucetotherium
    - ヘルペトケトゥス属 Herpetocetus
    - ヘテロケトゥス属 Heterocetus
    - イメロケトゥス属 Imerocetus
    - イソケトゥス属 Isocetus
    - メソケトゥス属 Mesocetus
    - メトポケトゥス属 Metopocetus
    - ミクソケトゥス属 Mixocetus
    - ナニソケトゥス属 Nanisocetus
    - ナンノケトゥス属 Nannocetus
    - オトラドノケトゥス属 Otradnocetus
    - ペリポロケトゥス属 Peripolocetus
    - ピノケトゥス属 Pinocetus
    - ピスコケトゥス属 Piscocetus
    - レグノプシス属 Rhegnopsis
    - ティノケトゥス属 Thinocetus
    - ティフィオケトゥス属 Tiphyocetus

  - †ペロケトゥス科 Pelocetidae
    - コフォケトゥス属 Cophocetus
    - ハリケトゥス属 Haricetus
    - パリエトバラエナ属 Parietobalaena
    - ペロケトゥス属 Pelocetus

  - †アグラオケトゥス科
    - アグラオケトゥス属 Aglaocetus

  - †ディオロケトゥス科
    - ディオロケトゥス属 Diorocetus

  - †マウイケトゥス属 Mauicetus
  - コククジラ科 Eschrichtiidae
    - コククジラ属 Eschrichtius
      - コククジラ E. robustus (Gray Whale)

  - ナガスクジラ科 Balaenopteridae
    - †ミオバラエノプテラ属 Miobalaenoptera
    - †アルカエバラエノプテラ属 Archaebalaenoptera
    - †ネハタエンニア属 Nehalaennia
    - ナガスクジラ亜科 Balaenopterinae
      - ナガスクジラ属 Balaenoptera
        - ナガスクジラ B. physalus (Fin Whale)
        - イワシクジラ B. borealis (Sei Whale)
        - ニタリクジラ B. brydei (Bryde's Whale)
        - カツオクジラB. edeni
        - シロナガスクジラ B. musculus (Blue Whale)
          - キタシロナガスクジラ B. m. musculus (Northern Blue Whale)
          - ミナミシロナガスクジラ B. m. intermedia (Southern Blue Whale)
          - ピグミーシロナガスクジラ B. m. brevicauda (Pygmy Blue Whale)

        - コイワシクジラ（ミンククジラ） B. acutorostrata (Minke Whale)
          - キタタイセイヨウコイワシクジラ B. a. acutorostrata (Northern Atlantic Minke Whale)
          - キタタイヘイヨウコイワシクジラ B. a. sacammon (Northern Pacific Minke Whale)
          - ドワーフコイワシクジラ B. a. subsp.  (Dwarf Minke Whale)

        - クロミンククジラ B. bonaerensis (Southern Minke Whale)
        - ツノシマクジラ B. omurai (Balaenoptera omurai)

    - †ケトテリオファネス属 Cetotheriophanes
    - †ディウナタンス属 Diunatans
    - †インカクジラ属 Incakujira
    - ザトウクジラ亜科 Megapterinae
      - ザトウクジラ属 Megaptera
        - ザトウクジラ M. novaeangliae (Humpback Whale)

    - †パラバラエノプテラ属 Parabalaenoptera
    - †プレシオバラエノプテラ属 Plesiobalaenoptera
    - †プレシオケトゥス属 Plesiocetus
    - †プラエメガプテラ属 Praemegaptera
    - †プロトロルクワルス属 Protororqualus

一部参照：

## ギャラリー

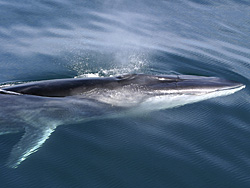
ナガスクジラ
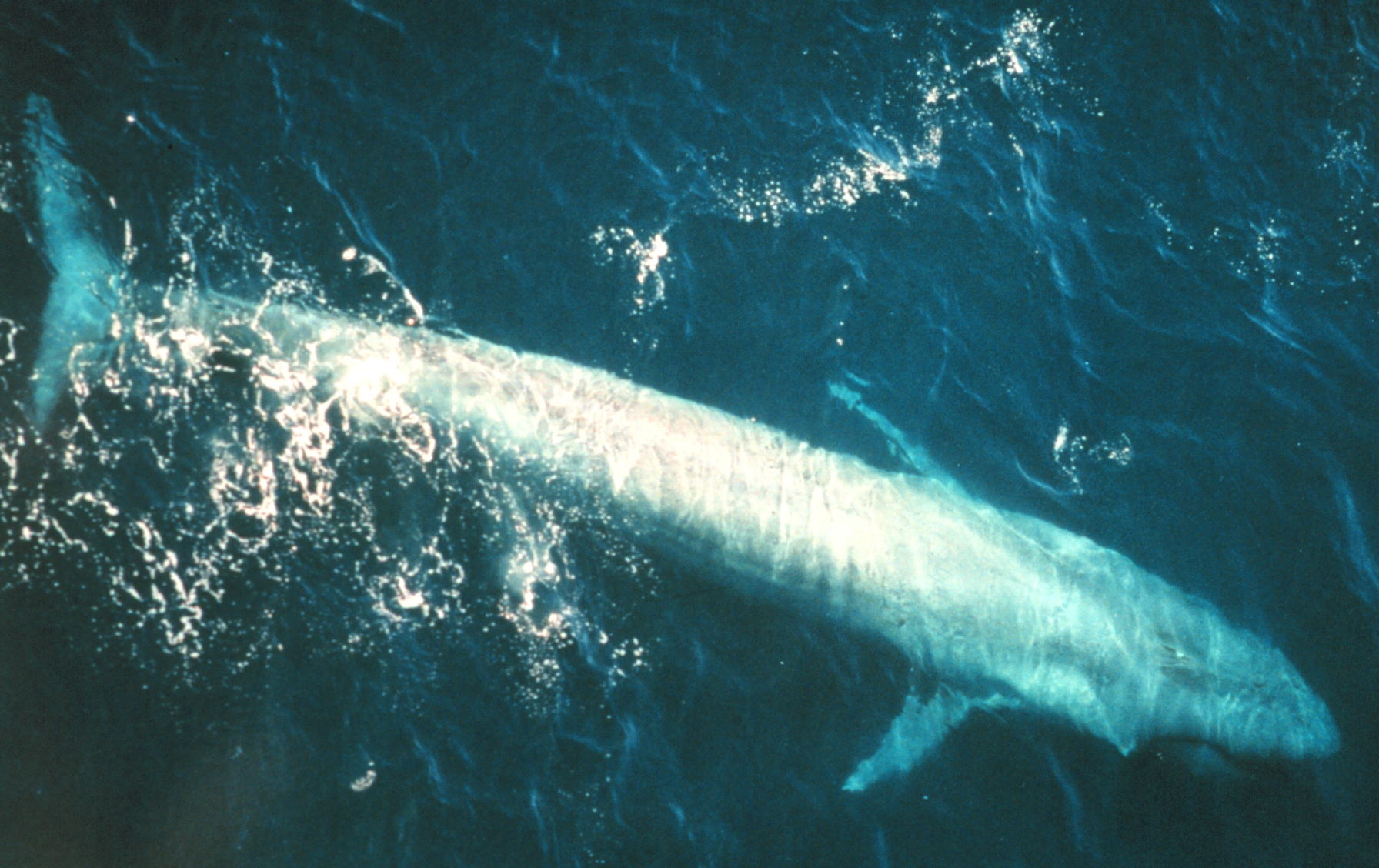
シロナガスクジラ
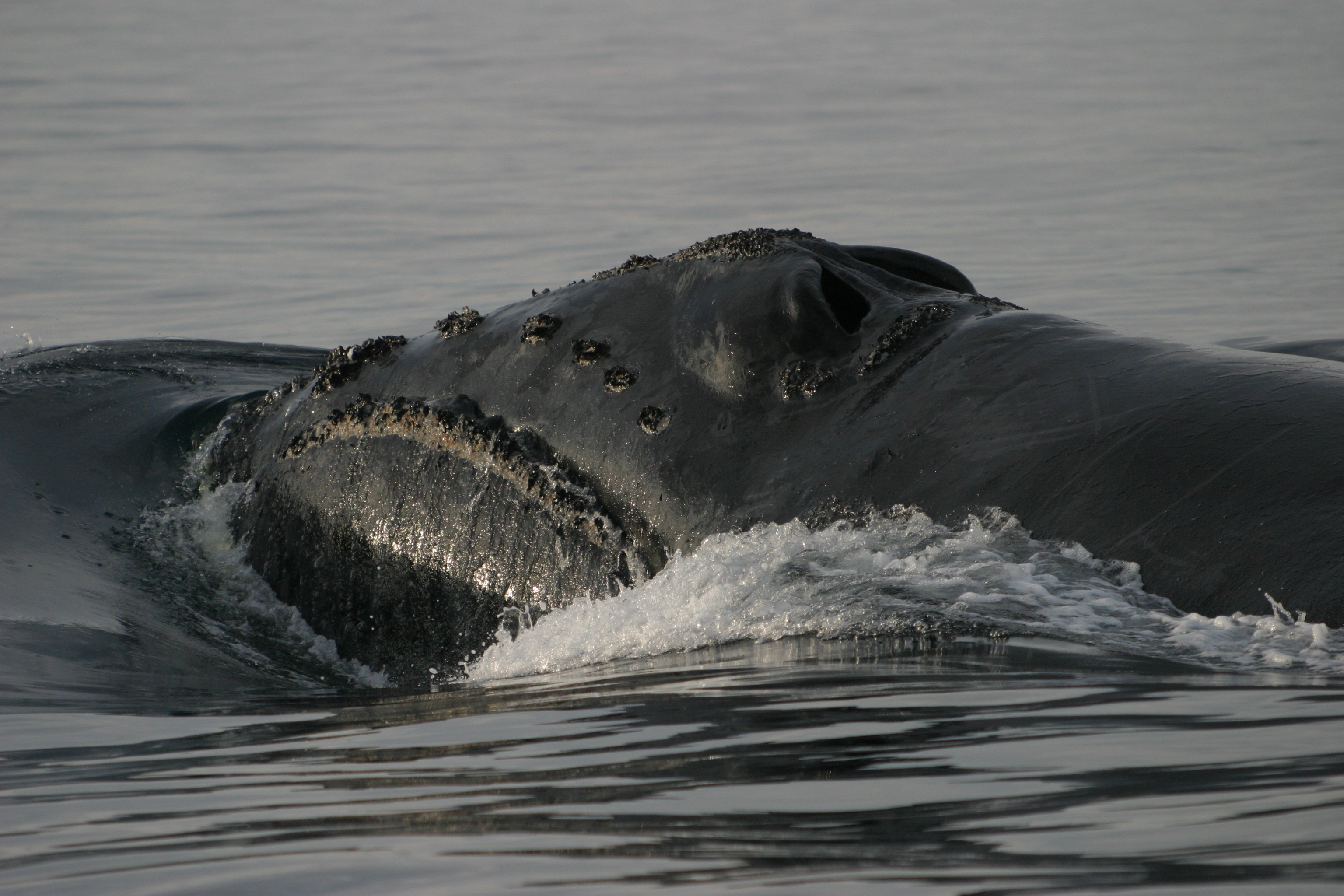
セミクジラ